# Ресурси і запаси титану
Ресурси і запаси титану (рос. ресурсы и запасы титана, англ. titanium resources and reserves; нім. Ressourcen f pl und Vorräte m pl an Titan) –

## Загальна характеристика

Виявлені в 48 країнах світу до 1999 р. ресурси титану оцінювалися в 1,2 млрд т. (тут і далі — в перерахунку на діоксид титану — TiO2), в тому числі в ільменіті — близько 1 млрд т., інші — головним чином в рутилі і анатазі. Велика частина ресурсів титану в ільменіті укладена в надрах Австралії, Індії, Канади, Китаю, Південної Кореї, Норвегії, США, України і ПАР, титану в рутилі — в Австралії, Індії, Сьєрра-Леоне і ПАР.
Загальні запаси ТіО2 в 20 закордонних країнах сягають 420 млн т. (1999). Близько 90 % загальних світових запасів знаходяться в Україні, Бразилії, ПАР, Австралії, Індії, Китаї. Світові (без Росії) підтверджені запаси на початок 1998 р. становили 763 млн т.
Сировинну базу титанової промисловості складають родовища трьох геолого-промислових типів. Це сучасні і древні прибережно-морські і алювіальні ільменітові, рутилові, лейкоксенові або комплексні ільменіт-рутил-цирконові розсипи; корінні магматичні родовища ільменіт-магнетитових, ільменіт-гематитових і ільменіт-рутилових руд у габро-анортозитах і анатаз-перовськіт-апатитові руди в латеритних корах вивітрювання карбонатитів.
Корінні (магматичні) родовища становлять 69 %, родовища кір вивітрювання — 11,5 %, розсипні родовища — 19,5 % світових (без Росії) запасів титану; з них запасів в ільменіті — понад 82 %, в анатазі — менше 12 %, в рутилі — 6 %.
Ільменіт-магнетитові та ільменіт-гематитові руди корінних родовищ складають основу мінерально-сировинної бази титанової промисловості Канади, Китаю і Норвегії. Великі родовища цього типу, що є в Бразилії та Україні, поки не експлуатуються. Родовища кір вивітрювання карбонатитів відомі і розробляються тільки в Бразилії. У інших країнах основні запаси титанових мінералів укладені в розсипних, переважно комплексних родовищах.
Найбільше промислове значення мають сучасні і древні прибережно-морські і супроводжуючі їх дюнні розсипи. Серії розсипів містять у собі велику частину запасів титанової сировини Австралії (на західному і східному узбережжі континенту), Індії (західне і східне узбережжя), США (Атлантичне узбережжя п-ова Флорида), ПАР і Кенії (узбережжя Індійського океану), значну частину запасів Бразилії (узбережжя Атлантичного океану). Серед древніх родовищ найбільшим у світі є Правобережне (Самотканське) в Україні, яке розташоване в пісках і глинах полтавського та сарматського ярусів кайнозою.
До початку 1998 р. у світі виявлено понад 300 родовищ титанових мінералів, у тому числі 70 — магматичних, 10 — латеритних і понад 230 розсипних. З них розвідано за промисловими категоріями 90 родовищ, переважно розсипних.
Найвисокоякіснішою сировиною для виробництва основної кінцевої титанової продукції: металу титану і пігментного діоксиду титану є рутил і анатаз, що містять, відповідно, 92-98 % і 90-95 % діоксиду титану. На відміну від ільменіту (43-53 % TiO2), вони не вимагають попереднього збагачення.

## В Україні
Україна має найбільші в Європі ресурси й запаси титану та входить до семи країн світу, що виробляють титанову губку — основу для титанового металу. Поклади титану в Україні можуть становити до 20% світових. Державним балансом запасів корисних копалин України враховується 15 родовищ титану (з 40), які мають високий ступінь розвідки і промислового освоєння. Алювіальні, залишкові та корінні родовища титану розташовані в межах Київської, Дніпропетровської, Харківської, Житомирської областей та приурочені до Українського щита та Дніпровсько-Донецької западини.